# Gynacantha burmana
Gynacantha burmana är en trollsländeart som beskrevs av Maurits Anne Lieftinck 1960. Gynacantha burmana ingår i släktet Gynacantha och familjen mosaiktrollsländor. IUCN kategoriserar arten globalt som otillräckligt studerad. Inga underarter finns listade i Catalogue of Life.